# Ghowrayd Gharami
Ghowrayd Gharami é uma cidade na província de Badaquexão, situada no nordeste do Afeganistão.